# Mateu Morey
Mateu Jaume Morey Bauzà (sinh ngày 2 tháng 3 năm 2000) là một cầu thủ bóng đá chuyên nghiệp người Tây Ban Nha hiện đang thi đấu ở vị trí tiền vệ cho câu lạc bộ Borussia Dortmund tại Bundesliga.

## Sự nghiệp
Sau khi giành chức vô địch U17 Eurocup năm 2017 khi thi đấu cho đội tuyển U-17 Tây Ban Nha, anh đã nhận được sự chú ý từ đội Barcelona và chơi ở đội B một thời gian trước khi dính chấn thương. Sau chấn thương đầu gối, anh đã lọt vào mắt xanh của một số câu lạc bộ tên tuổi như Bayern, Juventus và Manchester United, nhưng cuối cùng thì Borussia Dortmund lại là đội chiêu mộ được anh ấy đến thi đấu vào năm 2019. Khi ký hợp đồng với Dortmund, anh đã gặp lại đồng đội người Tây Ban Nha Paco Alcácer.